# Кнудсен, Магнус
Магнус Норденген Кнудсен (норв. Magnus Nordengen Knudsen; 15 июня 2001, Норвегия) — норвежский футболист, полузащитник немецкого клуба «Хольштайн».

## Клубная карьера
Воспитанник клуба «Лиллестрём». 25 августа 2019 года в матче против «Хёугесунна» дебютировал в Типпелиге. По итогам сезона клуб вылетел в Первый дивизион Норвегии, но Кнудсен остался в команде. 21 сентября 2020 года в поединке против «Конгсвингера» забил свой первый гол за «Лиллестрём». По итогам сезона он помог клубу вернуться обратно. В начале 2021 года для получения игровой практики Кнудсен на правах аренды перешёл в «Улл/Киса». 15 мая в матче против «Согндала» дебютировал за новую команду. По окончании аренды вернулся в «Лиллестрём». 23 декабря подписал контракт с «Ростовом», рассчитанный на 4,5 года.